# Gótico Lolita

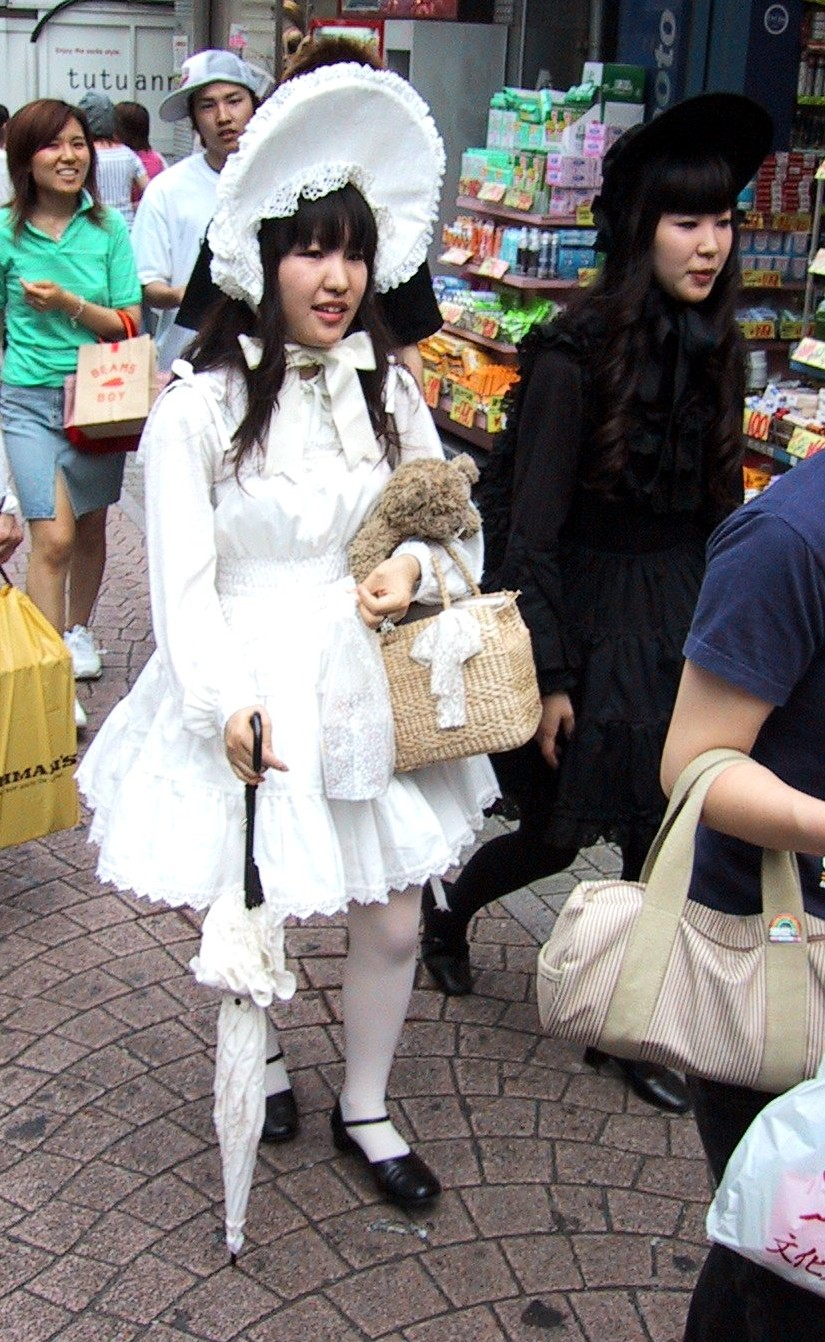
Uma Kuro Lolita e uma Shiro Lolita em Takeshita Dori, Tóquio

Gothic Lolita ou "GothLoli" (ゴスロリ, gosurori) é uma subdivisão de uma subcultura urbana japonesa chamada Lolita (moda), popular entre adolescentes e jovens adultas (e por vezes pessoas do sexo masculino). No estilo Lolita veste-se roupas de inspiradas, em sua maioria, pela moda Vitoriana, Rococó ou Eduardiana e frequentemente lembram a aparência de bonecas de porcelana ou princesas. A origem do Gosurori é uma combinação da Moda Lolita — que envolve parecer ‘fofa’ ou meiga a ponto de às vezes parecer infantil — e certas características da Moda Gótica.
A cultura japonesa dá muito mais importância a uma aparência e comportamento juvenis do que a ocidental, não sendo incomum que mulheres adultas gostem e comprem coisas como produtos com a estampa da Hello Kitty — que no ocidente geralmente são considerados "para crianças". O Gosurori talvez seja uma extensão desse fenômeno, conhecido como "Cultura Kawaii".
O estilo floresceu nos idos de 1997/1998 e se tornou um estilo bem estabelecido, com suas próprias grifes, disponível em diversas boutiques, e até mesmo em algumas grandes lojas de departamentos a partir de 2001. Alguns consideram o Gosurori como uma resposta ao movimento Kogal, que envolve exposição do corpo e sensualidade. No entanto, o Gothic Lolita talvez não possa ser considerado como uma subcultura propriamente dita já que não existe uma ideologia ou um credo comum a todas, um padrão de comportamento, nem música ou arte específicas a serem apreciadas - mas acima de tudo Lolitas não são criaturas necessariamente grupais, que buscam socializar com outras Lolitas. Sendo assim individualistas, não há como classificá-las como uma tribo.
Gothic Lolita é uma das subcategorias do visual Lolita. Outras categorias incluem Classic Lolita (mais tradicional, contando com estampas florais, cores mais claras e mais sofisticadas, e com ar mais ‘maduro’), Sweet Lolita (tons pastel, temas angelicais, renda, laços e flores), Ero Lolita (que usa cinta-ligas, saias ligeiramente mais curtas, espartilhos, tecidos rendados ou semitransparentes), Punk Lolita (usa corsets, tecidos em xadrez, estampas com caveiras), Country Lolita (abusando de estampas quadriculadas e florais para criar o efeito meigo e campestre) e Guro Lolita (com temas mais mórbidos e sinistros, incluindo muitas vezes tapa-olho, bandagens, uso de taxidermia, etc.).
O estilo foi influenciado e tornado ainda mais popular pela imagem de certas bandas de Visual Kei (ou rock visual, lit. “linhagem visual”), que possuem ou possuíam entre seus integrantes usuários ou fãs do visual Lolita. O Visual Kei é um subgênero do rock japonês formado por bandas de visual elaborado, cujas apresentações muitas vezes contam com elementos teatrais — mas com estilo musical que muitas vezes difere de outros grupos enquadrados na mesma categoria. É importante ressaltar que algumas Lolitas ressentem essa ligação com Visual Kei e consideram Lolitas fãs dessas bandas e ídolos como bandgirls e não Lolitas "de verdade": como se as Lolitas fãs de visual rock se vestissem de Lolita apenas por influência de seus ídolos, para se encaixar com os outros fãs e não por gostarem do estilo.
Mana, o líder da extinta banda de Visual Kei Malice Mizer, é creditado como tendo ajudado a popularizar o Gothic Lolita. Ele criou os termos “Elegant Gothic Lolita” (EGL) e “Elegant Gothic Aristocrat” (EGA) para descrever as peças de sua própria grife Moi-même-Moitié, fundada em 1999 — que rapidamente se estabeleceu como uma das marcas mais desejadas da cena Gothic Lolita. No ocidente, o termo "EGL" diversas vezes é tratado como se abrangesse toda a moda Lolita, ou como se fosse um sinônimo de "Gothic Lolita". "EGL" na verdade refere-se somente à linha de roupas da grife Moi-même-Moitié que leva este nome - e que é formada por roupas Gothic Lolita.

## O estilo

Gothic Lolita usando hime cut em Harajuku, 2008.

O estereótipo (atualmente, um tanto ultrapassado) de Gosurori é a combinação do preto com o branco, muitas vezes especificamente tecido preto com rendas brancas, e cujas roupas são tipicamente decoradas com muitas rendas. Preto e vermelho escuro, preto e cinza,preto e azul escuro ou apenas preto, também são combinações bastante usuais. As saias são na altura dos joelhos ou um pouco mais curtas, e geralmente possuem anáguas e/ou armações por baixo para aumentar seu volume. Bloomers (calçolas) tomam o lugar de (ou complementam) as roupas de baixo das lolitas. Como na moda japonesa em geral, meias 5/8, 7/8 e ¾ são extremamente populares. O uso de meias listradas e meia-calça branca ou preta, ambas foscas, também é comum, embora as listradas sejam mal-vistas em certos círculos. Sapatos boneca e botas - quase sempre com bicos redondos e com saltos plataforma altos, saltos quadrados ou sem salto algum - completam o visual. Blusas bem ajustadas com babados e acabamento de renda também são populares, assim como camisas com jabots e golas arredondadas (peter pan collar). As roupas costumam ser recatadas, incluindo mangas longas e bufantes. Decotes e saias curtas demais não são parte da moda Lolita (exceto, talvez, no caso do Ero Lolita). Particularmente no “EGA”, usam-se saias longas e casacos que fogem do estilo excessivamente infantil da Gosurori típica.
Alguns outros elementos que por vezes aparecem na moda incluem aventais em estilo Alice no País das Maravilhas, cartolas e mini-cartolas, chapéus em miniatura, coroas, arcos com laços, sombrinhas, luvas de renda e retângulos ou círculos de tecido enfeitados com renda, laços, flores e afins, usados no alto da cabeça, seja centralizado ou de lado dependendo do formato (headpieces ou headdresses). Os acessórios Lolita costumam possuir temas como naipes de baralho, asas, coroas, corações, laços, borboletas, animais…  As Gothic Lolitas diversas vezes carregam outros acessórios como bolsas em forma de morcego, caixões, crucifixos e afins. Ursos de pelúcia e outros brinquedos do tipo também eram comuns durante os anos 2000, e algumas marcas fizeram pelúcias específicos para este público. Muitas carregavam ainda bonecas de porcelana ou BJDs.
O cabelo das Lolitas muitas vezes é cacheado para completar o visual boneca de porcelana, e a franja reta acima dos olhos é uma constante, embora não uma regra. Os tons de cabelo mais freqüentes são o negro e castanho escuro usuais das japonesas, assim como o castanho claro. Cores fortes como rosa, vermelho, roxo e azul são mais raras, com exceção das bandgirls e Punk Lolita. Perucas, especialmente as longas e cacheada, também são muito populares por sua praticidade, assim como apliques. Um corte de cabelo comum é o hime cut (“corte princesa”), com franja reta acima dos olhos, mechas na altura das maçãs do rosto, boca ou queixo nas laterais do rosto, e comprido atrás.
A maquiagem típica do estilo Lolita é utilizada de maneira moderada para um visual natural, porém pode ser mais carregada dentro do Gothic Lolita e Sweet Lolita (principalmente após o "boom" da maquiagem Gyaru por volta de 2010) do que em outros estilos. Delineador negro é comum, e lentes de contato e cílios postiços se popularizaram através dos anos Prefere-se uma certa palidez em Gothic Lolita, e rubor saudável (conseguido com blush) em outros estilos. Algumas vezes vê-se batom vermelho ou preto em estilos mais maduros, mas maquiagem mais clara é regra geral.

## "Lolita"
“Lolita” é um nome próprio ou apelido com origem na língua espanhola, diminutivo de Lola ou Dolores, porém muitas vezes interpretado como uma referência à personagem do livro de Vladimir Nabokov e sinônimo de ninfeta. Embora Gothic Lolitas geralmente sejam adolescentes e jovens adultas, as seguidoras do estilo não o consideram sensual e se incomodam quando ele é interpretado desta maneira. Tentativas de mudar a visão do público geral sobre o estilo Lolita, desvinculando-o da ideia de uma garotinha sensual e tentadora, são frequentes entre as Lolitas ocidentais.
O uso da palavra pode ser considerado como wasei-eigo, o uso de palavras originárias do inglês para gerar um neologismo ou ganham outro significado em japonês. Uma teoria é que a interpretação venha do termo Lolita Complex ('Complexo de Lolita'), cunhado em 1966 por Russell Trainer, se referindo à atração romântica ou sexual por garotas jovens: a referência ao livro de Nabokov teria sido perdida, levando o público japonês a pensar que 'lolita' seria um termo ocidental equivalente a 'shōjo' (少女, 'menina', 'moça'). Juntando este engano o à imagem ocidental/européia que a moda Lolita apresentava, é possível que este tenha sido nomeado com a intenção de dar a ideia de uma estereotipada 'shōjo' ocidental. Atualmente, japoneses usam o termo Lolicon (ロリコン, rorikon), derivado de 'Lolita complex' para se referir à pedófilos ou pornografia infantil, ou seja, sem correlação com o dito "comportamento sedutor" tão associado à personagem do livro.
Quanto a uma possível erotização do estilo Lolita, há o Ero Lolita (erotic + lolita), que usa de influências menos ingênuas. Em Ero Lolita é comum o uso de saias rodadas ligeiramente mais curtas, cinta-liga à mostra, gargantilhas, tecidos rendados, espartilhos, etc. (de preferência, não todos ao mesmo tempo), ou seja, elementos que seriam considerados "sensuais" de uma forma antiquada — mas a vulgaridade, ainda assim, passa longe. Lolitas em geral se apresentam com uma aparência que remete a moças vitorianas, bonecas de porcelana, princesas ou jovens recatadas, e preferem parecer ‘meigas’ a ‘sexy’. Para muitas pessoas, é considerado um estilo de moda com conotações feministas,principalmente pela falta de exposição do corpo ou sexualização, por ser um meio quase exclusivamente feminino (feito em sua maioria por mulheres e para mulheres) e pela autoconfiança necessária para se entrar em um meio alternativo.

## Cultura Gothic Lolita
No Japão, o estilo recebeu grande atenção da mídia, particularmente depois de 2001 e do “Lolita boom”. As Lolitas já tinham boa visibilidade nas ruas de Tokyo e Osaka, no entanto. Ultimamente, Lolitas tem aparecido na televisão, no mangá (como em Paradise Kiss, no qual uma das personagens ocasionalmente usa Lolita — Sweet Lolita ou Punk Lolita, no geral - de Ai Yazawa) e jogos de computador. Fora do Japão, o Gothic Lolita ainda é um estilo periférico, embora esteja crescendo em popularidade. Juntamente com cosplay e outros fenômenos culturais japoneses, algumas vezes as Gothic Lolitas ocidentais podem ser vistas em eventos de anime e shows na Europa e nas Américas. O estilo ainda não é muito conhecido pelas massas fora do Japão. Revistas sobre o estilo estão disponíveis para a venda na internet e em lojas de revistas japonesas, que também vendem mangá. Fãs do estilo na Europa e nas Américas costumam importar ou costurar suas próprias roupas no estilo, algumas vezes criando lojas online e vendendo seus designs graças à dificuldade de comprar as originais japonesas — e seu preço.

### KERA e Gothic & Lolita Bible

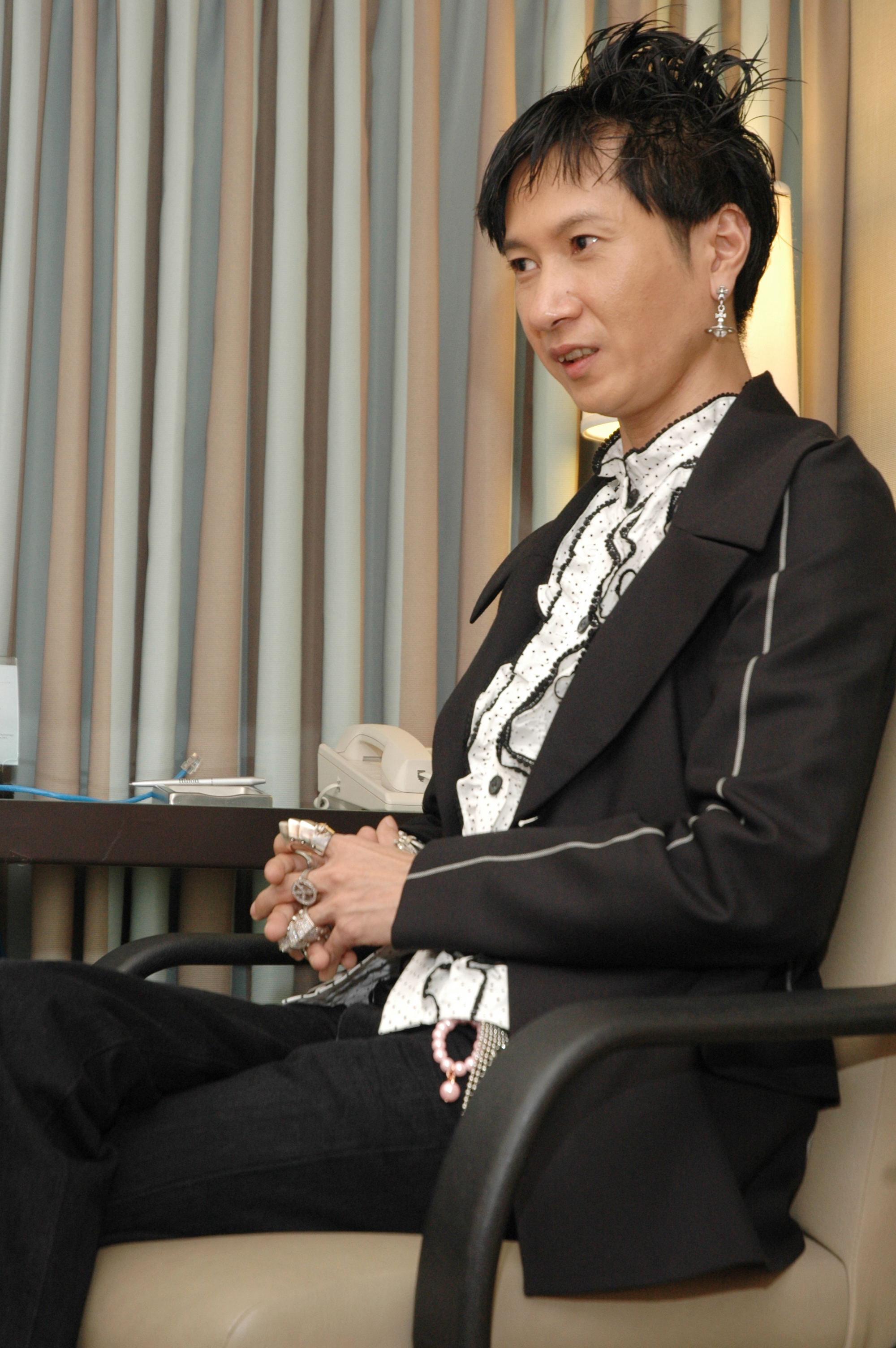
Novala Takemoto

KERA é uma revista mensal popular que desde 1998 abrange a moda de rua japonesa em geral, principalmente Punk, Gótico e Lolita. Conta com frequentes street snaps nas ruas de Tokyo e de diversos lugares do mundo (como Londres, Berlim e Nova Iorque), cobertura 
de eventos, ensaios fotográficos e catálogos de lançamentos de moda alternativa.
Já a Gothic & Lolita Bible é uma revista spin-off da KERA que teve um papel fundamental em promover e definir o estilo. O nome Gothic & Lolita Bible se refere ao fato da revista se focar em matérias e ensaios a respeito tanto da moda gótica quanto Lolita, fornecendo uma experiência mais completa e profunda desses estilos que a KERA, e não por se dedicar somente ao Gothic Lolita.
Feita para alcançar um demográfico que talvez não se interessasse pelos assuntos da KERA, publicada trimestralmente, impressa em material de melhor qualidade e consequentemente mais cara, a Gothic & Lolita Bible possuía mais de 100 páginas que incluíam dicas de moda, maquiagem e comportamento, fotos, moldes para costura, catálogos, receitas, entrevistas com astros do Visual Kei e do estilo Lolita ou Gótico no Japão (ou até mesmo fora dele), histórias em estilo mangá, poesia e ideias de decoração. A G&LB, como o nome da revista é abreviado, não deve ser vista como um livro de regras de como ser Lolita, mas como um guia de referências e dicas.
Um dos ícones da cultura Gothic Lolita, o escritor Novala Takemoto, escreveu para a G&LB e lá disseminou suas ideias através de poemas e colunas.[carece de fontes?] A publicação teve seu encerramento anunciado em Março de 2017, enquanto a KERA continuaria como uma revista online.

### Compras
No momento o coração da subcultura Gothic Lolita, ao menos comercialmente, é a loja de departamentos Marui One em Shinjuku, que possui quatro andares totalmente voltados ao estilo (dentre outros relacionados). Diversas grifes japonesas vendem dentro do Japão, mas muitas se utilizam de sites para a exportação e nos últimos anos tem inaugurado lojas em países astrangeiros como Estados Unidos e França.
Há também pessoas em comunidades de relacionamento que vendem roupas Lolita pela Internet em todo o Brasil.

### Conexões com o Gótico
"Gothic Lolita" como uma moda não é particularmente associada com algum estilo de música ou outros interesses em comum como no estilo Gótico, e indivíduos que seguem a moda costumam ter suas preferência dentro da grande variedades de estilos dentro do J-Pop ou da Música Clássica, assim como Visual Kei.
No Japão, o Gótico é uma subcultura com relativamente poucos seguidores, em parte porque a ênfase em identidade visual da cultura jovem japonesa faz com que outros fatores como música e literatura tenham importância menor que a aparência e em parte porque o Cristianismo e a cultura germânica, de grande influência no movimento Gótico, não são parte integral da sociedade. No Japão, pessoas que ouviram o termo “goth” costumam achar que ele se refere a “Gothic Lolita”, exceto pelos próprios Góticos, que enfatizam a diferença entre ambos.
No entanto, devido à popularidade do visual Gosurori nos anos de 2001 até 2004, e com sua crescente aceitação, boates góticas e eventos para o público gótico tem incluído elementos Gothic Lolita para atrair mais consumidores. Assim sendo, diversos “clubes góticos” japoneses contam com DJs tocando J-Pop ou Visual kei e estética Gothic Lolita.

### Conexões com o Cosplay
O estilo Lolita não é parte da cultura cosplay, mas sim um estilo de moda alternativa.
Cosplay é o ato de se fantasiar como dado personagem, pessoa, ou estereótipo. Pode haver, por exemplo, cosplayers de membros de bandas populares, personagens de filmes, enfermeiras, maids ou, o mais comum, personagens de animes e mangás. O ato de fazer cosplay, embora muitas vezes levado a sério e mesmo sendo um hobby custoso, não tem pretensões de ser um estilo usado no dia-a-dia ou como uma moda de fato.
Lolita, no entanto, é um estilo de roupa que não tenta reproduzir a aparência e comportamento de outra pessoa. Tampouco as Lolitas pretendem estar fantasiadas quando se vestem segundo o estilo, já que Lolita é moda. Elas vêem Lolita como suas roupas, sua indumentária típica, e não como uma ‘brincadeira’, e se ofendem ao serem confundidas com cosplayers - o que gerou uma certa rixa entre Lolitas e cosplayers, embora existam pessoas que estão envolvidas em ambos.

### Anime e Mangá

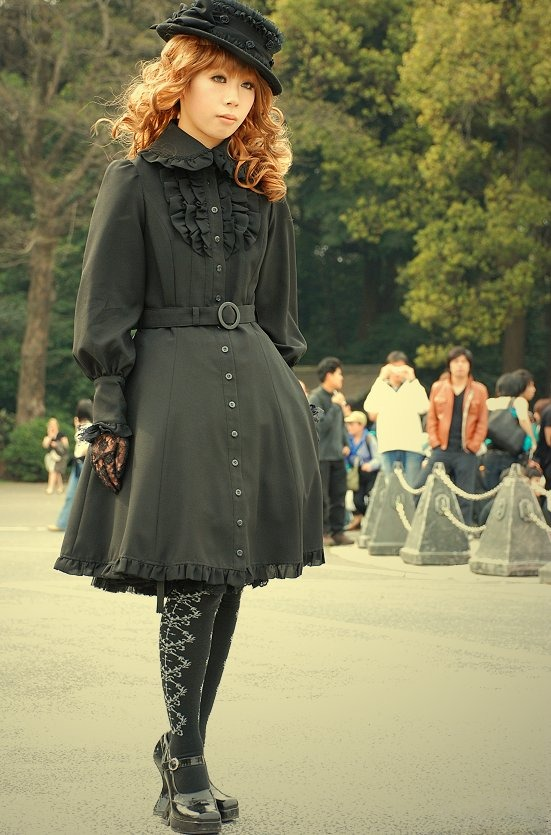
Gothic Lolita em Harajuku, 2007.

Como o Gosurori é popular entre os fãs de animação e histórias em quadrinhos japonesas, personagens vestidos em algum dos subestilos Lolita (ou como maid, que não é parte do estilo, mas compartilha de uma estética similar) podem ser encontrados com relativa facilidade. As próprias Lolitas japonesas, no entanto, mantêm relativa distância de muitos destes mangás, sendo que seu público geralmente é formado por fãs do sexo masculino.
Alguns dos animes e mangás mais conhecidos que retratam uma ou mais pessoas que se vestem dentro do estilo lolita ou de suas vertentes incluem Princess Princess, Paradise Kiss (publicado pela Conrad), Nana, X-Day, Le Portrait de Petit Cossette, Rozen Maiden, Tsukuyomi - Moon Phase, Othello,full moon wo sagashite, Cat Street , xxxHOLiC (publicado no Brasil pela JBC), Pitaten, Conde Cain e God Child.
A personagem Misa Amane do anime Death Note e a Chii de Chobits são freqüentemente confundidas como Lolitas por iniciantes e fãs de anime. Misa usa uma roupa Lolita apenas no decorrer de toda a série e personagens como Chii e Sakura, de Card Captor Sakura possuem alguma influência Lolita que pode ser notada pelas saias rodadas, babados e frufrus, mas não são nenhuma vertente desta moda.

### Pullips e Ball-Jointed Dolls
São bonecas geralmente fabricadas no japão e outros países na Ásia e direcionadas a colecionadores. É um hobby pouco difundido no Brasil, mas gradualmente ganha espaço, havendo muitos colecionadores de Pullip e um número ligeiramente menor de Ball Jointed Dolls. Em muitas partes do mundo, principalmente no Japão, existem grupos isolados de Gothic Lolitas que compram estas bonecas, se vestem de forma a combinar seus trajes e participam de encontros de colecionadores.

### Cinema e Televisão
A personagem principal de Shimotsuma Monogatari, filme baseado em um romance de Tetsuya Nakashima, se veste segundo o estilo Sweet Lolita. Sua grife favorita é Baby, the Stars Shine Bright.
A personagem principal do filme Peep "TV" Show é uma Gothic Lolita.
A dupla de vilãs do super sentai Mahou Sentai Magiranger se veste no estilo Lolita. A personagem Sunako do anime e mangá Shiki ocasionalmente veste Gothic Lolita, tendo um dos seus visuais criados pela famosa marca Angelic Pretty.